# Gigors
Pour les articles homonymes, voir Gigors-et-Lozeron, dans la Drôme.
Gigors [ʒigɔʁ] est une commune française, située dans le département des Alpes-de-Haute-Provence en région Provence-Alpes-Côte d'Azur.
Le nom des habitants de Gigors est Gigordons.

## Géographie
Le village est situé à environ 875 m d’altitude,,, sur la pente d’une montagne. Le hameau du Forest, à environ 1 000 m d’altitude, est surnommé le « Petit Nice », probablement en raison de son exposition favorable.

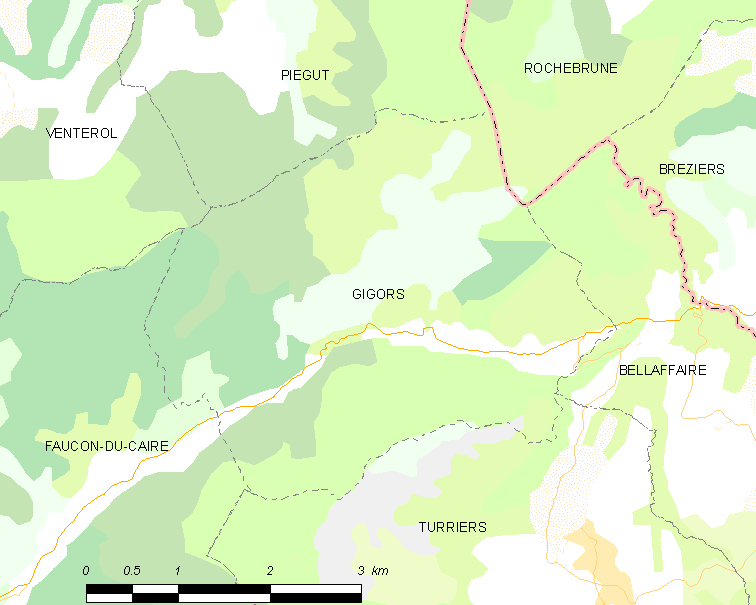
et les communes voisines (Cliquez sur la carte pour accéder à une grande carte avec la légende).

Les communes limitrophes sont Rochebrune (Hautes-Alpes), Bellaffaire, Turriers, Faucon-du-Caire, Venterol et Piégut.

### Géologie

Massif des Alpes et localisation des Préalpes de Digne

Le territoire se situe en limite nord des Préalpes de Digne et de la nappe de Digne, au niveau du lobe nord-ouest : il s'agit d'une nappe de charriage, c'est-à-dire d'une dalle épaisse de près de 5 000 m qui s'est déplacée vers le sud-ouest durant l'Oligocène et la fin de la formation des Alpes. Les lobes (ou écaille) correspondent à la bordure découpée à l'ouest de la nappe.
Lors de la glaciation de Riss, la vallée est entièrement recouverte par une diffluence du glacier de la Durance, qui franchit le col de Sarraut, les flancs sud de Montsérieux restant libres de glace. Lors de la glaciation de Würm, le glacier s’avance moins loin.

### Relief
La commune de Gigors occupe une vallée d’altitude en moyenne montagne, à cheval sur le col de Sarraut, la majeure partie de la commune se trouvant à l’est de ce col. Cette vallée, orientée est-ouest, est limitée au nord et au sud par deux lignes de montagnes dépassant les 1 400 m (1 590 m au sommet de Montsérieux sur la ligne de sommets au nord, 1 541 m à la Tête de Louberie sur la ligne de sommets au sud).
Le fond de vallée a des altitudes inférieurs à 1 000 m : le col de Sarraut est à 980 m, le village à environ 870 m, le hameau du Moulin à un des points les plus bas de la commune, à 823 m.
Outre le sommet de Montsérieux, qui est entièrement situé dans la commune, légèrement détaché de la ligne de crête à laquelle il appartient, les autres reliefs notables de la commune sont :
- la crête de la Colle, à laquelle appartient le sommet de Montsérieux. Orientée ouest-est, elle est limitrophe avec Venterol et Piégut, et évolue à des altitudes comprises entre 1 570 m à l’ouest et 1 440 m ;
- la crête de Maladrech, qui la prolonge vers l’est, décroît progressivement jusqu’à 1 339 m ;
- au sud, limitrophe de Turriers, une montagne dont se détachent le sommet des Plauts (1 552 m), la Tête de Louberie (541 m) et la Tête de la Plane (1 446 m) ;
- entre la crête de Maladrech et la vallée, la Tête du Pape est une montagne isolée à 1 251 m.

Si le relief principal de Gigors est simple (une vallée orientée est-ouest, de moyenne altitude, entre deux lignes de crêtes), elle se prolonge vers une autre vallée à l'ouest, une fois passé le col de Sarraut. Au nord-est, la commune s'étend sur le haut du vallon des Donnes de Clément.

### Climat
Pour des articles plus généraux, voir Climat de Provence-Alpes-Côte d'Azur et Climat des Alpes-de-Haute-Provence.
En 2010, le climat de la commune est de type climat méditerranéen altéré, selon une étude du Centre national de la recherche scientifique s'appuyant sur une série de données couvrant la période 1971-2000. En 2020, Météo-France publie une typologie des climats de la France métropolitaine dans laquelle la commune est exposée à un climat de montagne ou de marges de montagne et est dans la région climatique Alpes du sud, caractérisée par une pluviométrie annuelle de 850 à 1 000 mm, minimale en été.
Pour la période 1971-2000, la température annuelle moyenne est de 9,6 °C, avec une amplitude thermique annuelle de 17,6 °C. Le cumul annuel moyen de précipitations est de 999 mm, avec 7,6 jours de précipitations en janvier et 5,7 jours en juillet. Pour la période 1991-2020, la température moyenne annuelle observée sur la station météorologique de Météo-France la plus proche, « Turriers », sur la commune de Turriers à 2 km à vol d'oiseau, est de 10,6 °C et le cumul annuel moyen de précipitations est de 795,7 mm. 
La température maximale relevée sur cette station est de 40 °C, atteinte le 23 août 2023 ; la température minimale est de −17 °C, atteinte le 1er février 2010,,.
Les paramètres climatiques de la commune ont été estimés pour le milieu du siècle (2041-2070) selon différents scénarios d'émission de gaz à effet de serre à partir des nouvelles projections climatiques de référence DRIAS-2020. Ils sont consultables sur un site dédié publié par Météo-France en novembre 2022.

### Hydrographie
La vallée de Gigors est parcourue par le Riou Clair, qui reçoit rive gauche le Ravin de Montsérieux et le Ravin de l’Eau Gelée, et rive droite le torrent de Boulon. Outre ce système principal qui draine la majeure partie de la commune, à l’ouest du col de Sarraut les eaux s’écoulent vers le Grand Vallon, et au nord-ouest vers le torrent de Clapouse.

### Végétation
La commune compte 1 030 ha de bois et forêts, soit 75 % de sa superficie.

### Transports
La commune de Gigors est desservie par la route départementale RD 951, ancienne route nationale 551 (de Sisteron à la route nationale 100b). Près de la limite communale, la départementale RD 951a (ancienne route nationale 551a) s’en détache en direction de Turriers via Bellaffaire.
L’ancien chemin muletier vers Piégut est actuellement emprunté par un sentier de petite randonnée, le Tour des Hautes-Terres,.

### Risques majeurs
Aucune des 200 communes du département n'est en zone de risque sismique nul. Le canton de Turriers auquel appartient Gigors est en zone 1b (sismicité faible) selon la classification déterministe de 1991, basée sur les séismes historiques, et en zone 4 (risque moyen) selon la classification probabiliste EC8 de 2011. La commune de Gigors est également exposée à deux autres risques naturels :
- feu de forêt ;
- mouvement de terrain.

La commune de Gigors n’est exposée à aucun des risques d’origine technologique recensés par la préfecture. Aucun plan de prévention des risques naturels prévisibles (PPR) n’existe pour la commune et le Dicrim n’existe pas non plus.
La commune n’a été l’objet d’aucun arrêté de catastrophe naturelle. Le tremblement de terre du 19 mai 1866 (épicentre à La Motte-du-Caire) a été ressenti très fortement à Gigors, avec une intensité macro-sismique ressentie de VI et demi sur l’échelle MSK (intensité provoquant des fissures dans les murs). D’autre séismes sont ressentis régulièrement, mais plus faiblement,.

## Urbanisme

### Typologie
Au 1er janvier 2024, Gigors est catégorisée commune rurale à habitat très dispersé, selon la nouvelle grille communale de densité à 7 niveaux définie par l'Insee en 2022.
Elle est située hors unité urbaine. Par ailleurs la commune fait partie de l'aire d'attraction de Gap, dont elle est une commune de la couronne,. Cette aire, qui regroupe 73 communes, est catégorisée dans les aires de 50 000 à moins de 200 000 habitants,.

### Occupation des sols
L'occupation des sols de la commune, telle qu'elle ressort de la base de données européenne d’occupation biophysique des sols Corine Land Cover (CLC), est marquée par l'importance des forêts et milieux semi-naturels (93,2 % en 2018), une proportion sensiblement équivalente à celle de 1990 (93,5 %). La répartition détaillée en 2018 est la suivante : 
forêts (52 %), milieux à végétation arbustive et/ou herbacée (24,4 %), espaces ouverts, sans ou avec peu de végétation (16,8 %), zones agricoles hétérogènes (5,3 %), prairies (1,5 %).
L'évolution de l’occupation des sols de la commune et de ses infrastructures peut être observée sur les différentes représentations cartographiques du territoire : la carte de Cassini (XVIIIe siècle), la carte d'état-major (1820-1866) et les cartes ou photos aériennes de l'IGN pour la période actuelle (1950 à aujourd'hui).

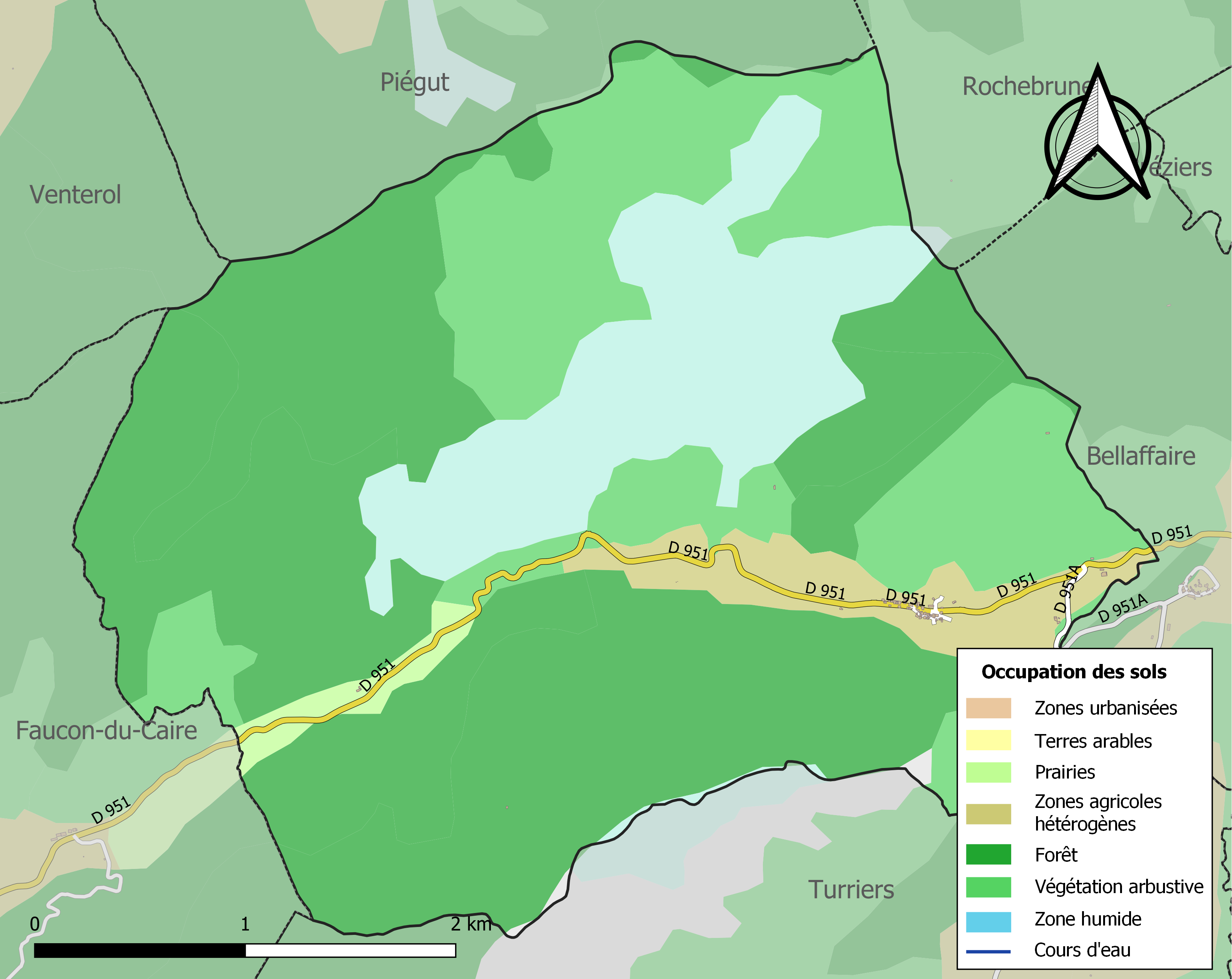
Carte de l'occupation des sols de la commune en 2018 (CLC).

## Toponymie
Le nom de la localité tel qu’il apparaît pour la première fois en 1045 (in villa Jugurnis), désignant un village à flanc de colline, se rapproche du Gigors de la Drôme, selon Charles Rostaing, et serait construit sur la racine oronymique (désignant une montagne) *GuG-, explication reprise par le couple Fénié,. Selon Ernest Nègre, il s’agit au contraire d’un nom dérivé d’un nom de personne, Gigord, terme occitan traduisant l’oïl gigorne, et signifiant personne maladroite.

## Histoire
La localité apparaît pour la première fois dans les chartes en 1045 (Jugurnis), qui devient Gigornis en 1079. Un prieuré avait été fondé, dépendant de l’abbaye Saint-Victor de Marseille. Les moines sont chassés par les Sarrasins, et ce sont ceux de l’abbaye Saint-Pierre de Novalaise qui restaurent le lieu pour l'occuper. Mais comme, formellement, Saint-Victor de Marseille avait conservé les droits sur le prieuré, ils en font réclamation. L’abbaye de Novalaise refuse de céder le bien auquel elle a consacré tant d’efforts. Pour trancher la contestation, un Jugement de Dieu par le feu est organisé, et donne raison aux victorins. S’estimant encore lésés, les moines savoyards demandent une deuxième épreuve par l’eau. Les deux épreuves attirent une grande affluence, et le victorin défait les nœuds qui le retiennent pour éviter la noyade, sous les moqueries du public. Néanmoins, le prieuré et son domaine sont restitués à Saint-Victor en 1045. L’église paroissiale relevait également de Saint-Victor, qui en percevait donc les revenus. Un prieur, dépendant de l’abbaye Saint-Victor de Marseille, est établi depuis un certain temps en 1084. Les moines victorins utilisaient leurs domaines des Monges pour l’estivage de leurs moutons mais l’abbaye possédait en outre plusieurs églises, terres, vignes, bois, jardins, moulins, et probablement toute la commune actuelle. Le prieur administrait un domaine qui s’étendait aussi sur les communes de Turriers, Bellaffaire et Faucon. Le prieur était curé primitif pour ces trois communautés, et y nommait curé et vicaires. Il était aussi décimateur et y prélevait la dîme sur les biens appartenant à ces églises, se contentant de reverser la portion congrue aux prêtres de ces paroisses. Le prieuré resta en possession de Saint-Victor jusqu’au XVIIIe siècle. Le fief de Gigors était partagé entre le prieur et les seigneurs de Turriers. Administrativement, la communauté relevait de la baillie de Sisteron.
Au XIIIe siècle, le seigneur Guillaume de Turriers renonce à lever les impôts de cavalcade et de queste (taille), sur les hommes appartenant au prieuré, à condition qu’ils défendent leur village. Il renonce également à son droit de rendre la justice, sauf cas d’homicide, duel et adultère. Les cavalcades dues au comte de Provence restent prélevées.
En 1348, la reine Jeanne, chassée de son royaume de Naples, dut se réfugier en Provence. Pour reconquérir ses États napolitains, elle vendit Avignon au pape pour 80 000 florins, et obtint au passage l'absolution pontificale qui la lavait de tout soupçon dans le meurtre de son premier époux André de Hongrie. Reconnaissante, elle offrit à Guillaume II Roger, frère du pape, le fief de Valernes, qui fut érigé en vicomté par lettres patentes en 1350. La nouvelle vicomté comprenait les communautés de Bayons, Vaumeilh, la Motte, Bellaffaire, Gigors, Lauzet, les Mées, Mézel, Entrevennes et le Castellet, avec leurs juridictions et dépendances.
1447, Jean d'Arbalestier est anobli. Il est seigneur de la châtellenie de Gigors. 
1530, Louis d’Urre est seigneur de Gigors.
En 1602, le prieur de Gigors est condamné par une sentence de l’archevêque d'Embrun à restaurer les cures et les églises de Turriers, Bellaffaire et Faucon, qu’il avait délaissé.
Peu avant la Révolution, le traitement des curés augmente (passant de 500 à 700 £), ainsi que celui des vicaires (de 250 à 350 £). Estimant que les charges dépassaient les capacités du domaine, l’abbaye Saint-Victor de Marseille préfère résigner ses droits et possessions.
Le coup d'État du 2 décembre 1851 commis par Louis-Napoléon Bonaparte contre la Deuxième République provoque un soulèvement armé dans les Basses-Alpes, en défense de la Constitution. Après l’échec de l’insurrection, une sévère répression s’abat sur ceux qui se sont levés pour défendre la République, dont un habitant de Gigors.
Comme de nombreuses communes du département, Gigors se dote d’écoles bien avant les lois Ferry : en 1863, elle compte déjà une école dispensant une instruction primaire aux garçons. Aucune instruction n’est donnée aux filles : la loi Falloux (1851) n’impose l’ouverture d’une école de filles qu’aux communes de plus de 800 habitants ; ce seuil est abaissé à 500 habitants par la première loi Duruy (1867), mais Gigors n'est toujours pas concerné. Aucune école n’est ouverte aux filles avant les lois Ferry.
Jusqu’au milieu du XXe siècle, la vigne était cultivée dans la commune, uniquement pour l’autoconsommation. Cette culture a depuis été abandonnée, probablement en raison de la très mauvaise qualité du vin obtenu.

## Politique et administration

### Administration municipale
De par sa taille, la commune dispose d'un conseil municipal de neuf membres (article L2121-2 du Code général des collectivités territoriales). Lors du scrutin de 2008, il n’y eut qu’un seul tour et Gérard Magaud a été réélu conseiller municipal avec le meilleur total de 44 voix, soit 95,65 % des suffrages exprimés. La participation a été de 95,63 %. Il a ensuite été nommé maire par le conseil municipal.

### Liste des maires
L'élection du maire est la grande innovation de la Révolution de 1789. De 1790 à 1795, les maires sont élus au suffrage censitaire pour 2 ans. De 1795 à 1800, il n’y a pas de maires, la commune se contente de désigner un agent municipal qui est délégué à la municipalité de canton.
En 1799-1800, le Consulat revient sur l'élection des maires, qui sont désormais nommés par le pouvoir central. Ce système est conservé par les régimes suivants, à l'exception de la Deuxième République (1848-1851). Après avoir conservé le système autoritaire, la Troisième République libéralise par la loi du 5 avril 1884 l'administration des communes : le conseil municipal, élu au suffrage universel, élit le maire en son sein.
| Période                                  | Période                       | Identité       | Étiquette | Qualité  |
| ---------------------------------------- | ----------------------------- | -------------- | --------- | -------- |
| mai 1945                                 |                               | Achille Faudon |           |          |
|                                          |                               |                |           |          |
| 1977(?)                                  | En cours (au 21 octobre 2014) | Gérard Magaud, | DVD       | Retraité |
| Les données manquantes sont à compléter. |                               |                |           |          |

### Intercommunalité
Gigors fait partie :
- de 2008 à 2017, de la communauté de communes de La Motte-du-Caire - Turriers ;
- à partir du 1er janvier 2017, de la communauté de communes Sisteronais-Buëch.

### Instances administratives et judiciaires
Gigors est une des sept communes de l'ancien canton de Turriers qui totalise 1 229 habitants en 2006. Le canton a fait partie de l’arrondissement de Sisteron du 17 février 1800 au 10 septembre 1926, date de son rattachement à l'arrondissement de Forcalquier, et de la deuxième circonscription des Alpes-de-Haute-Provence. Gigors fait partie du canton de Turriers de 1793 à mars 2015 ; à la suite du redécoupage des cantons du département, la commune est rattachée au canton de Seyne.
La commune fait partie de la juridiction prud'homale de Manosque, d’instance et de grande instance de Digne-les-Bains.

### Fiscalité locale
| Taxe                                                | Part communale | Part intercommunale | Part départementale | Part régionale |
| --------------------------------------------------- | -------------- | ------------------- | ------------------- | -------------- |
| Taxe d'habitation (TH)                              | 7,00 %         | 0,64 %              | 5,53 %              | 0,00 %         |
| Taxe foncière sur les propriétés bâties (TFPB)      | 14,00 %        | 2,25 %              | 14,49 %             | 2,36 %         |
| Taxe foncière sur les propriétés non bâties (TFPNB) | 50,00 %        | 6,44 %              | 47,16 %             | 8,85 %         |
| Taxe professionnelle (TP)                           | 18,00 %        | 1,28 %              | 10,80 %             | 3,84 %         |

La part régionale de la taxe d'habitation n'est pas applicable.
La taxe professionnelle est remplacée en 2010 par la cotisation foncière des entreprises (CFE) portant sur la valeur locative des biens immobiliers et par la contribution sur la valeur ajoutée des entreprises (CVAE) (les deux formant la contribution économique territoriale (CET) qui est un impôt local instauré par la loi de finances pour 2010).

## Population et société

### Démographie
L'évolution du nombre d'habitants est connue à travers les recensements de la population effectués dans la commune depuis 1765. Pour les communes de moins de 10 000 habitants, une enquête de recensement portant sur toute la population est réalisée tous les cinq ans, les populations de référence des années intermédiaires étant quant à elles estimées par interpolation ou extrapolation. Pour la commune, le premier recensement exhaustif entrant dans le cadre du nouveau dispositif a été réalisé en 2004.
En 2022, la commune comptait 59 habitants, en stagnation par rapport à 2016 (Alpes-de-Haute-Provence : +2,84 %, France hors Mayotte : +2,11 %).
| 1765 | 1793 | 1800 | 1806 | 1821 | 1831 | 1836 | 1841 | 1846 |
| ---- | ---- | ---- | ---- | ---- | ---- | ---- | ---- | ---- |
| 192  | 132  | 140  | 224  | 243  | 209  | 209  | 225  | 236  |

| 1851 | 1856 | 1861 | 1866 | 1872 | 1876 | 1881 | 1886 | 1891 |
| ---- | ---- | ---- | ---- | ---- | ---- | ---- | ---- | ---- |
| 230  | 208  | 207  | 212  | 188  | 192  | 175  | 163  | 147  |

| 1896 | 1901 | 1906 | 1911 | 1921 | 1926 | 1931 | 1936 | 1946 |
| ---- | ---- | ---- | ---- | ---- | ---- | ---- | ---- | ---- |
| 138  | 143  | 137  | 122  | 108  | 81   | 70   | 60   | 62   |

| 1954 | 1962 | 1968 | 1975 | 1982 | 1990 | 1999 | 2004 | 2006 |
| ---- | ---- | ---- | ---- | ---- | ---- | ---- | ---- | ---- |
| 49   | 38   | 29   | 34   | 37   | 39   | 41   | 52   | 55   |

| 2009 | 2014 | 2019 | 2022 | - | - | - | - | - |
| ---- | ---- | ---- | ---- | - | - | - | - | - |
| 59   | 59   | 62   | 59   | - | - | - | - | - |

| 1315    | 1471    |
| ------- | ------- |
| 40 feux | 19 feux |

L'histoire démographique de Gigors, après la saignée des XIVe et XVe siècles et le long mouvement de croissance jusqu'au début du XIXe siècle, est marquée par une période d'« étale » où la population reste relativement stable à un niveau élevé. Cette période dure particulièrement longtemps à Gigors, occupant les deux premiers tiers du siècle. L'exode rural provoque ensuite un mouvement de recul démographique de longue durée. En 1921, la commune a perdu plus de la moitié de sa population par rapport au maximum historique de 1846. Le mouvement de baisse se poursuit jusqu'aux années 1960. Le mouvement s'est ensuite inversé, avec un doublement de la population en quarante ans.

### Enseignement
La commune ne dispose pas d'école primaire publique. Au niveau secondaire, les élèves sont affectés au collège Marcel-Massot. Puis ils poursuivent au lycée de la cité scolaire Paul-Arène à Sisteron,.

### Santé
Ce petit village ne possède aucun professionnel de santé. Les médecins les plus proches se trouvent dans les Hautes-Alpes à Rousset à 7 km et le cabinet médical de Tallard à 9 km . La pharmacie du secteur se situe à Espinasses à 7 km. L'hôpital le plus proche est l'hôpital local Saint-Jacques de Seyne-les-Alpes éloigné de 17 km.

### Cultes
Le culte catholique se pratique à l'église Notre-Dame de Clamensane, où la messe dominicale est célébrée le 4e dimanche du mois ou au prieuré Sainte-Marie à La Motte-du-Caire.
Le culte musulman est officié à la mosquée En-Nasr de Manosque, soit Younés à Digne-les-Bains.
Le culte réformé, les pratiquants se rapprochent de Beaufort-sur-Gervanne.

## Économie

### Aperçu général
En 2009, la population active s’élevait à 23 personnes, dont deux chômeurs. Ces travailleurs sont majoritairement salariés (18 sur 21) et travaillent majoritairement hors de la commune (18 actifs sur 21).

### Agriculture
Fin 2010, le secteur primaire (agriculture, sylviculture, pêche) comptait deux établissements actifs au sens de l’Insee (exploitants non-professionnels inclus) et aucun emploi salarié.
Le nombre d’exploitations professionnelles, selon l’enquête Agreste du ministère de l’Agriculture, était de trois en 2000. Actuellement, il est couvert par le secret statistique. En 2000, la surface agricole utile (SAU) de la commune était de 45 ha.
Les agriculteurs de la commune de Gigors peuvent prétendre à un label appellation d'origine contrôlée (AOC) (huile essentielle de lavande de Haute-Provence) et à neuf labels indication géographique protégée (IGP) (dont pommes des Alpes de Haute-Durance, miel de Provence, agneau de Sisteron).
Parmi ces labels, les six IGP concernant le vin (alpes-de-haute-provence (IGP) blanc, rouge et rosé et VDP de Méditerranée blanc, rouge et rosé) ne sont pas utilisés, la vigne n’étant pas cultivée pour une production commerciale dans la commune.

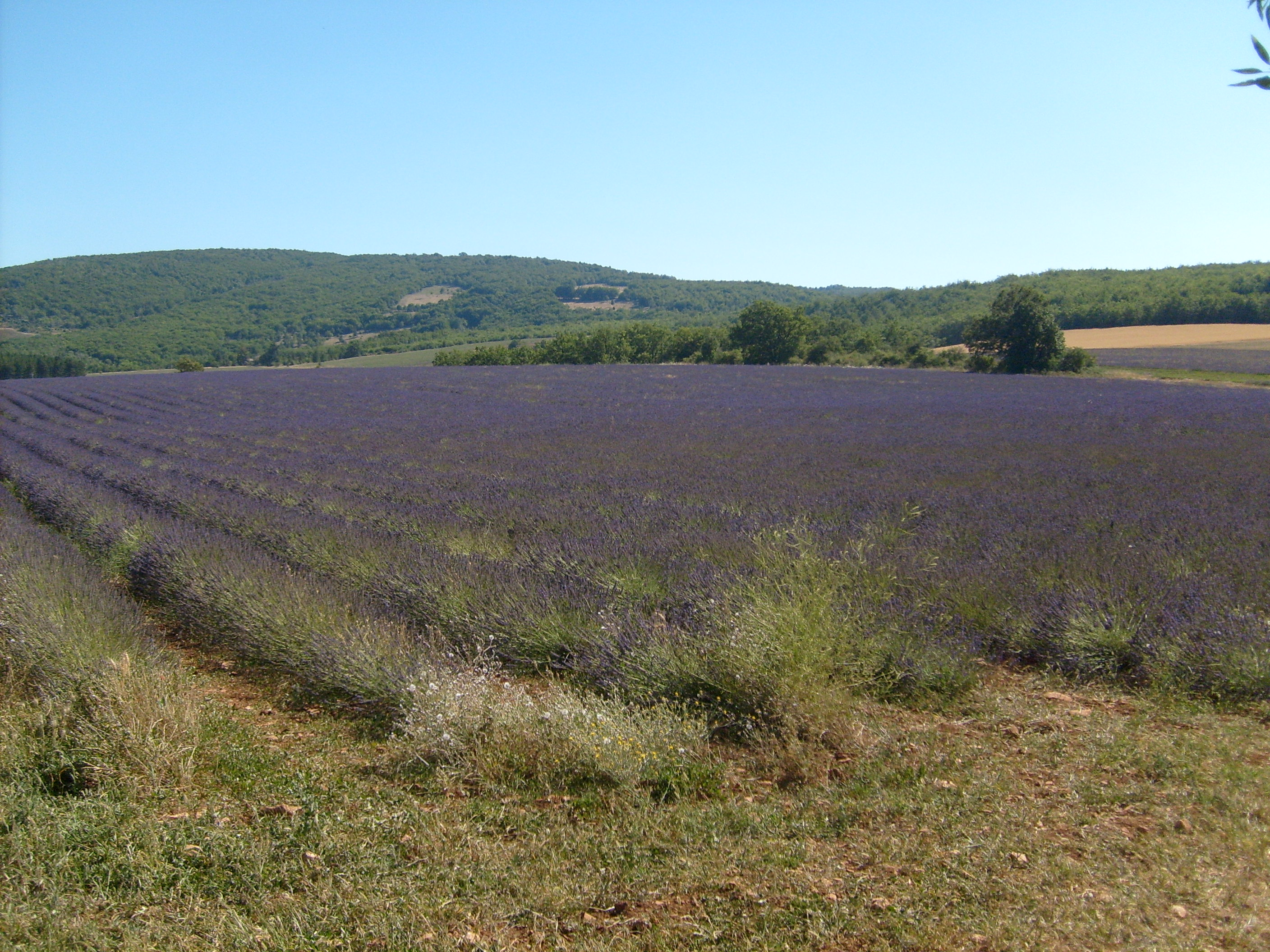
Champ de lavande sur le plateau d'Albion.
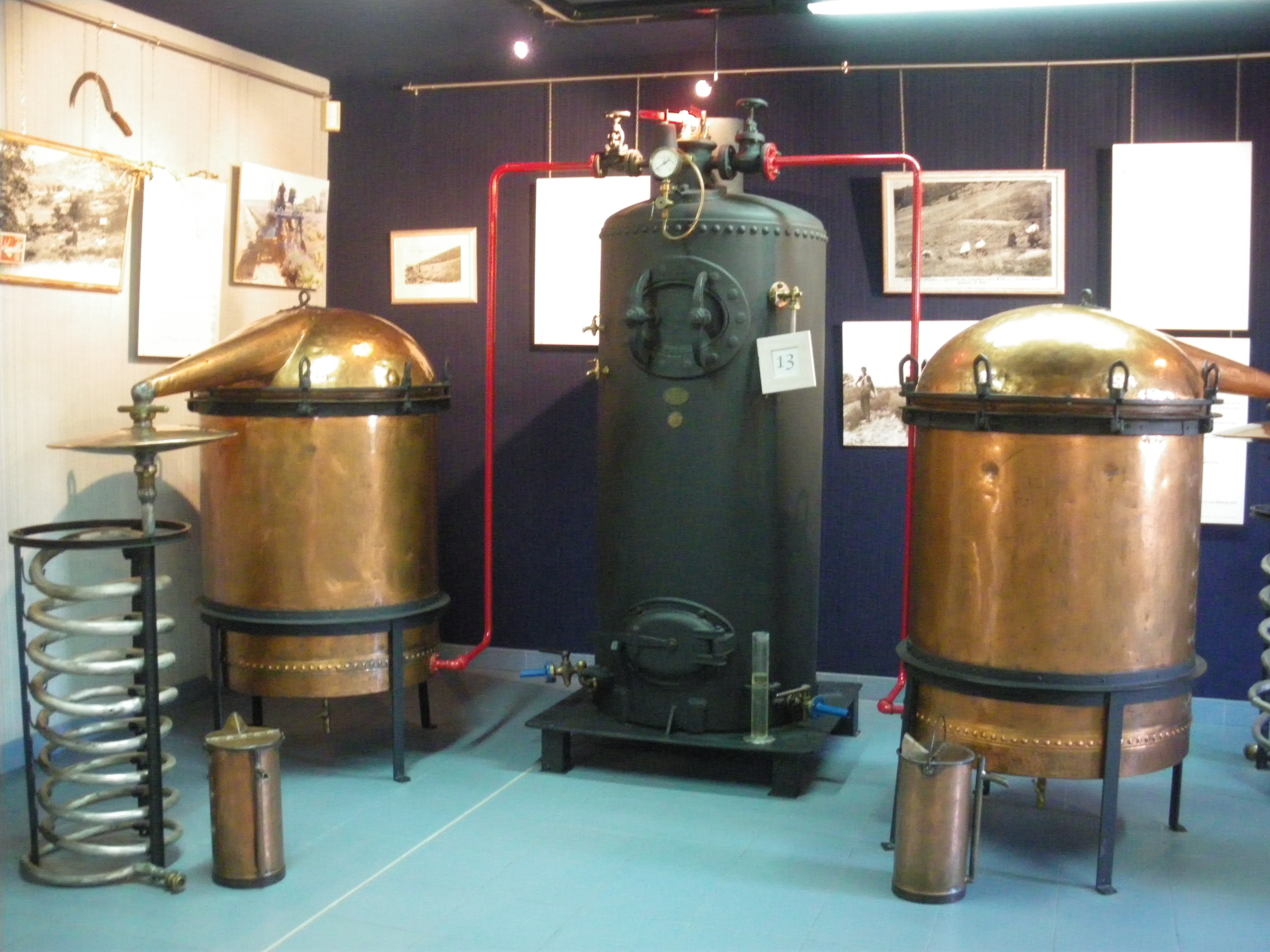
Alambics pour distiller la lavande.
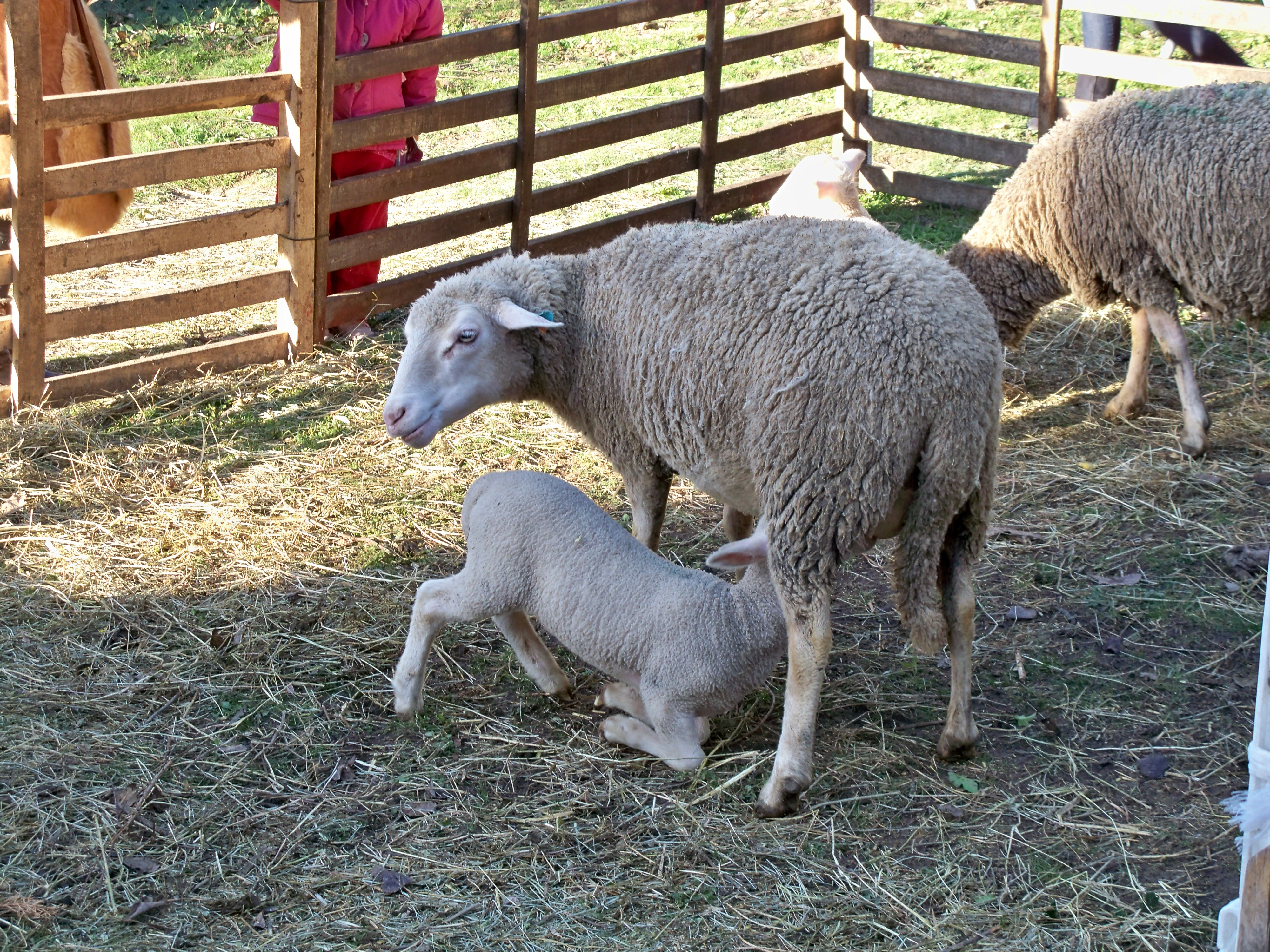
Agneau de Sisteron élevé sous sa mère.
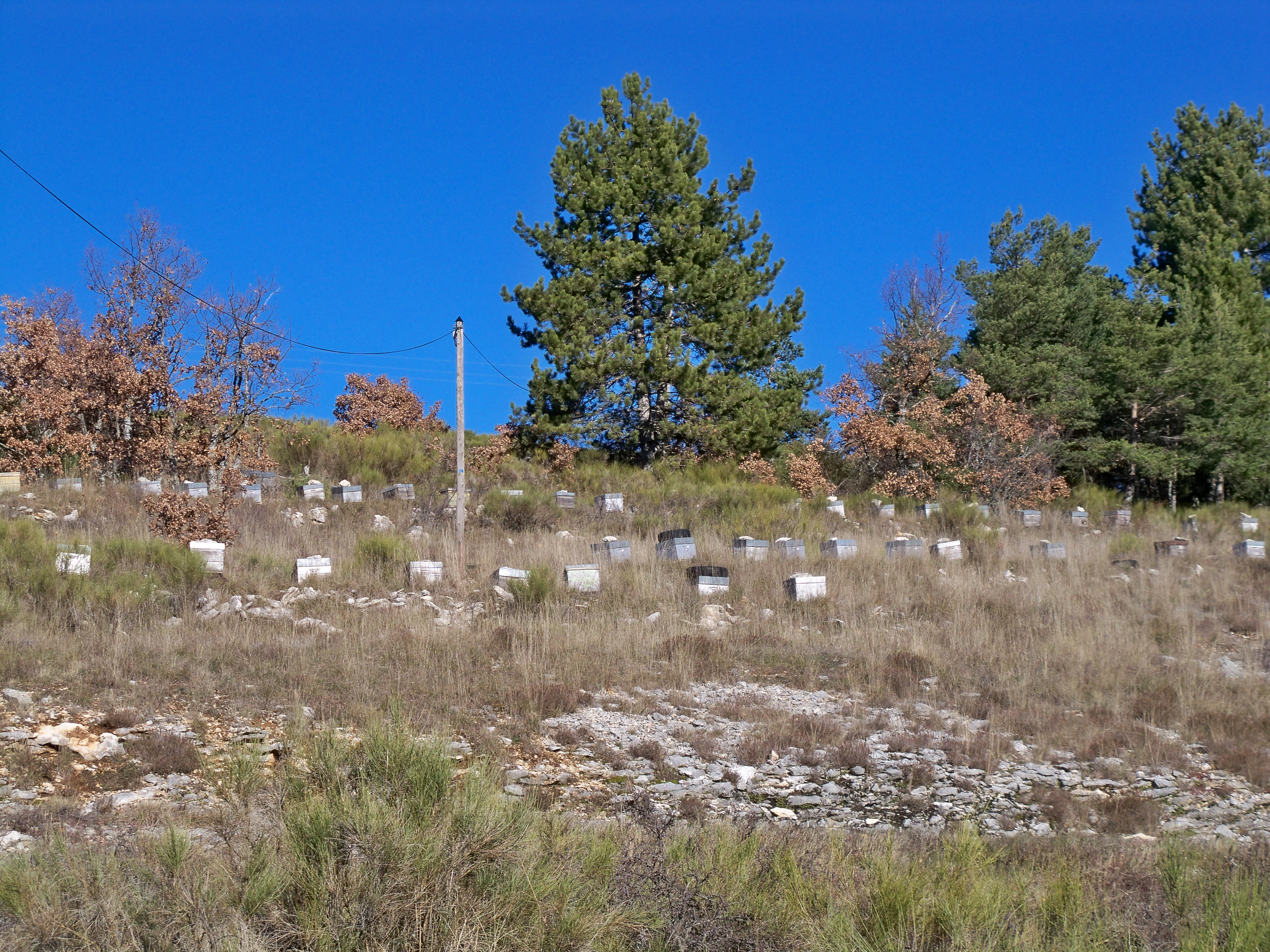
Ruches à la Combe du Pommier.
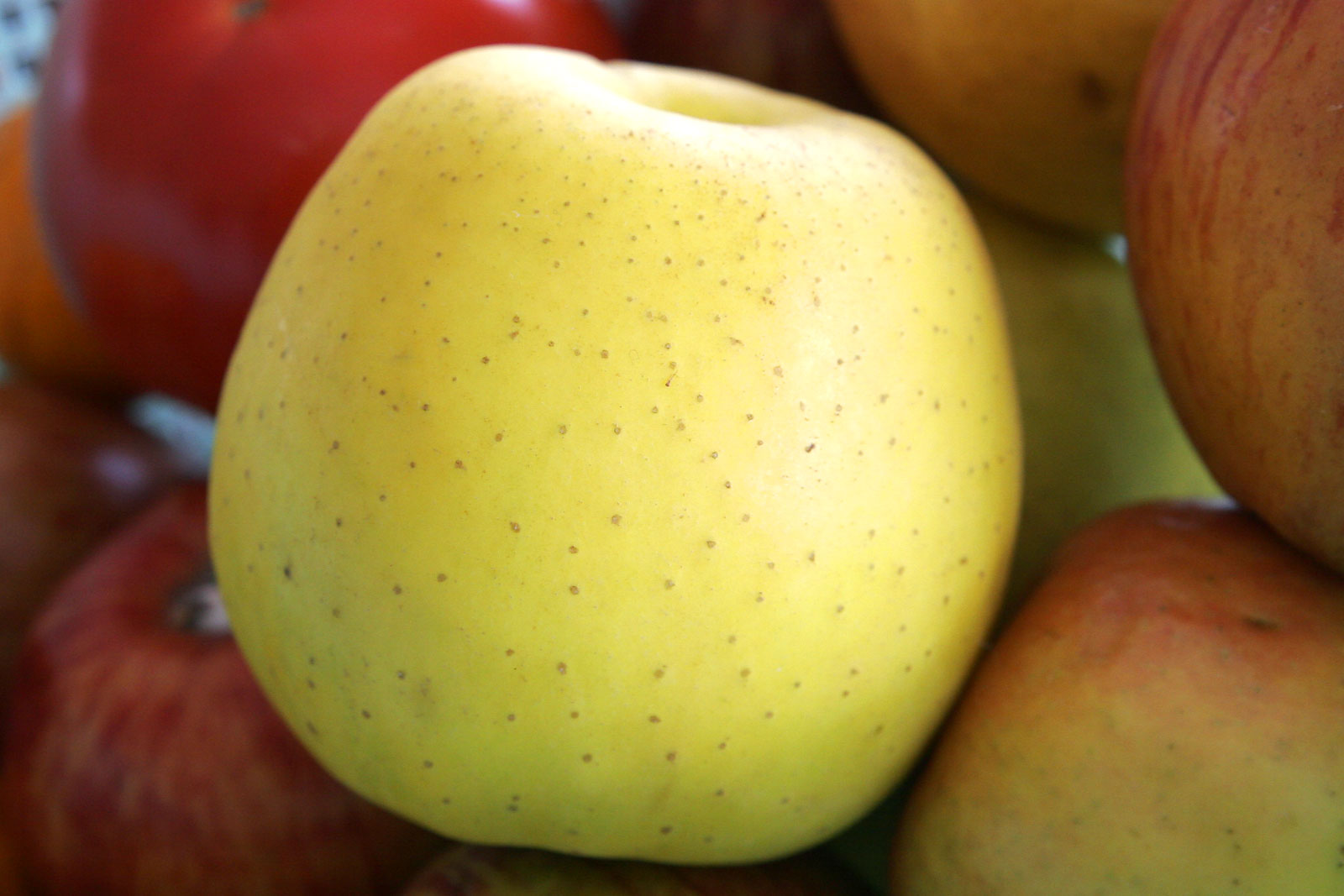
Golden et gala.

### Industrie
Fin 2010, le secteur secondaire (industrie et construction) comptait un établissement, n’employant aucun salarié.

### Activités de service
Fin 2010, le secteur tertiaire (commerces, services) comptait quatre établissements, auxquels s’ajoutent les deux établissements du secteur administratif, ne salariant personne.
D'après l’Observatoire départemental du tourisme, la fonction touristique est très importante pour la commune, avec plus de cinq touristes accueillis par habitant. Plusieurs structures d’hébergement à finalité touristique existent dans la commune :
- un camping classé deux étoiles[75] avec une capacité de 30 emplacements[76] ;
- plusieurs meublés non-labellisés[77].

Les résidences secondaires apportent un complément à la capacité d’accueil : au nombre de 34, elles représentent près de 60 % des logements,.

## Lieux et monuments
L’église paroissiale Saint-Laurent est fondée à l’époque carolingienne. Détruite par les Sarrasins, elle est plusieurs fois reconstruite, sous le vocable de Saint-Pierre ou de Saint-Jean. Au XVIe siècle ou au XVIIe siècle, le titulaire de l’église change pour l’actuel, protecteur de la peste.
Les bâtiments du prieuré ont probablement été intégrés au village : trois portails bordant la route Sisteron-Seyne pourraient appartenir à cet ancien couvent.
La meule à plâtre exposée devant le moulin semble dater des XVIIIe – XIXe siècles, mais est taillée selon les méthodes gallo-romaines, et serait l’exemple le plus tardif de conservation de ces méthodes.
La mairie occupe l’ancienne cure. L’ancien four communal s’y trouve aussi.
Le pont de la Bernarde, qui était emprunté par l’ancien chemin de Sisteron à Turriers, comporte des parties antérieures au XVIIe siècle.
- 2 fontaines, dont une en cinq pièces[81], construite en 1829 et payée, selon la tradition, « avec son poids en blé »[34].

### Gigors dans les arts
Gigors est citée dans le poème d’Aragon, Le Conscrit des cent villages, écrit comme acte de Résistance intellectuelle de manière clandestine au printemps 1943, pendant la Seconde Guerre mondiale.

### Héraldique
| Blason de Gigors | Blason  | Coupé : au 1er d'azur à deux chevrons d'or accompagnés de trois besants d'argent ; et au 2e d'or à un arbre arraché de sinople, fûté au naturel,. |
| Blason de Gigors | Détails | Le statut officiel du blason reste à déterminer.                                                                                                  |